# Płonia (Racibórz)
Płonia (niem. Plania) – dzielnica Raciborza.

## Nazwa
Dawniej w dzielnicy występowały nieurodzajne gleby, które oznaczano mianem płone, stąd prawdopodobnie pochodzi nazwa.

## Zabytki
- Kościół parafialny pw. św. Paschalisa – zaadaptowana restauracja i sala taneczna w 1931 r.
- Kapliczka – pochodząca z pierwszej połowy XIX w., kwadratowa, wewnątrz figura św. Jana Nepomucena.

## Ulice
- Tarnowska
- Adamczyka
- Badury
- Brzeska
- Bydgoska
- Chudoby
- Ciemięgi
- Cieszyńska
- Czogały
- Drzewieckiego
- Fabryczna
- Gnieźnieńska
- Graniczna
- Kanałowa
- Księcia Przemysława Raciborskiego
- Lasoty
- Leśna
- Łużycka
- Mieszka Raciborskiego
- Mikołowska
- Piaskowa
- Piastowska
- Plater
- Poprzeczna
- Poznańska
- Promenada
- Rybnicka
- Smołki
- Srebrna
- Sudecka
- Szkolna
- Śliska
- Tarnowska
- Tomali
- Zaciszna
- Zielona
- Złota